# Kalifa Cissé
Kalifa Cissé (* 9. Januar 1984 in Dreux, Frankreich) ist ein ehemaliger malischer Fußballspieler.

## Karriere

### Verein
Kalifa Cissé erlernte das Fußballspielen in der Jugendmannschaft des FC Toulouse im südfranzösischen Toulouse. Seinen ersten Vertrag unterschrieb er 2004 in Portugal beim GD Estoril Praia. Der Verein aus Estoril spielte in der ersten Liga des Landes, der Primeira Liga. Für Estoril absolvierte er sieben Erstligaspiele. 2005 ging er ablösefrei zum Ligakonkurrenten Boavista Porto nach Porto. Hier unterschrieb er einen Zweijahresvertrag. Mitte 2007 wechselte er für eine Ablösesumme von 1,50 Mio. Euro nach England zum FC Reading. Der Verein aus Reading spielte in der höchsten englischen Liga, der Premier League. 2008 stieg er mit Reading in die zweite Liga ab. Nach insgesamt 73 Spielen ging er Mitte 2010 zum ebenfalls in der Football League Championship spielenden Bristol City. Hier unterschrieb er einen Zweijahresvertrag. Für Bristol stand er 62-mal auf dem Spielfeld. Nach Vertragsende war er von Juli 2012 bis November 2012 vertrags- und vereinslos. Im November 2012 nahm ihn New England Revolution unter Vertrag. Das Franchise aus Foxborough, Massachusetts, spielte in der Major League Soccer (MLS). Bis August 2013 lief er sechsmal in der MLS auf. Von August 2013 bis Anfang November 2013 war er wieder vertragslos. Der englische Zweitligist Derby County aus Derby verpflichtete ihn von Anfang November bis Ende Februar 2014. Im Anschluss ging er nach Asien. Hier unterschrieb er in Thailand einen Vertrag bei Bangkok United. Der Verein aus der Hauptstadt Bangkok spielte in der höchsten thailändischen Liga, der Thai Premier League. 71-mal stand er bis Mitte 2016 für United auf dem Spielfeld. Zur Rückserie 2016 ging er zum Ligakonkurrenten Bangkok Glass. 2017 verpflichtete ihn der ebenfalls in der ersten Liga spielende BEC Tero Sasana FC. Nach Ende der Saison war er von Dezember 2017 bis Juni 2018 vertragslos. Die Central Coast Mariners aus Australien nahmen ihn die zweite Jahreshälfte unter Vertrag. Mit dem Gosforder Verein spielte er in der ersten australischen Liga, der A-League. Ende 2018 beendete er seine Laufbahn als aktiver Fußballspieler.

### Nationalmannschaft
Kalifa Cissé spielte von 2008 bis 2012 fünfmal in der malischen Nationalmannschaft.

## Privates
Seine jüngeren Brüder Salif (* 1992) und Ibrahima (* 2001) sind ebenfalls Fußballspieler.